# Emanuel Croce
Nicolás Emanuel Croce es un exfutbolista argentino, nacido en Cañada de Gómez, Santa Fe. Su posición natural era Mediocampista. Su último equipo fue el Ñublense de la Primera División B de Chile.

## Clubes
| Club                 | País      | Año         |
| -------------------- | --------- | ----------- |
| Tiro Federal         | Argentina | 2006 - 2008 |
| Instituto de Córdoba | Argentina | 2008 - 2009 |
| Tiro Federal         | Argentina | 2009 - 2011 |
| Aragua               | Venezuela | 2011 - 2012 |
| Tiro Federal         | Argentina | 2012        |
| Ñublense             | Chile     | 2013 - 2015 |
| Ñublense             | Chile     | 2017 - 2019 |

Club Atlético Piamonte 2019
Universidad de Chile 2020